# Радольфцелль (Бодензее)
Радо́льфцелль (нем. Radolfzell am Bodensee) — город в Германии, районный центр, курорт, расположен в земле Баден-Вюртемберг.
Подчинён административному округу Фрайбург. Входит в состав района Констанц. Население составляет 30 271 человек (на 1 января 2014 года). Занимает площадь 58,58 км². Официальный код — 08 3 35 063.
Город подразделяется на 6 городских районов.

## Фотографии

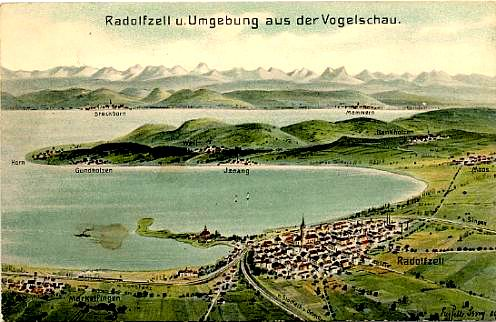
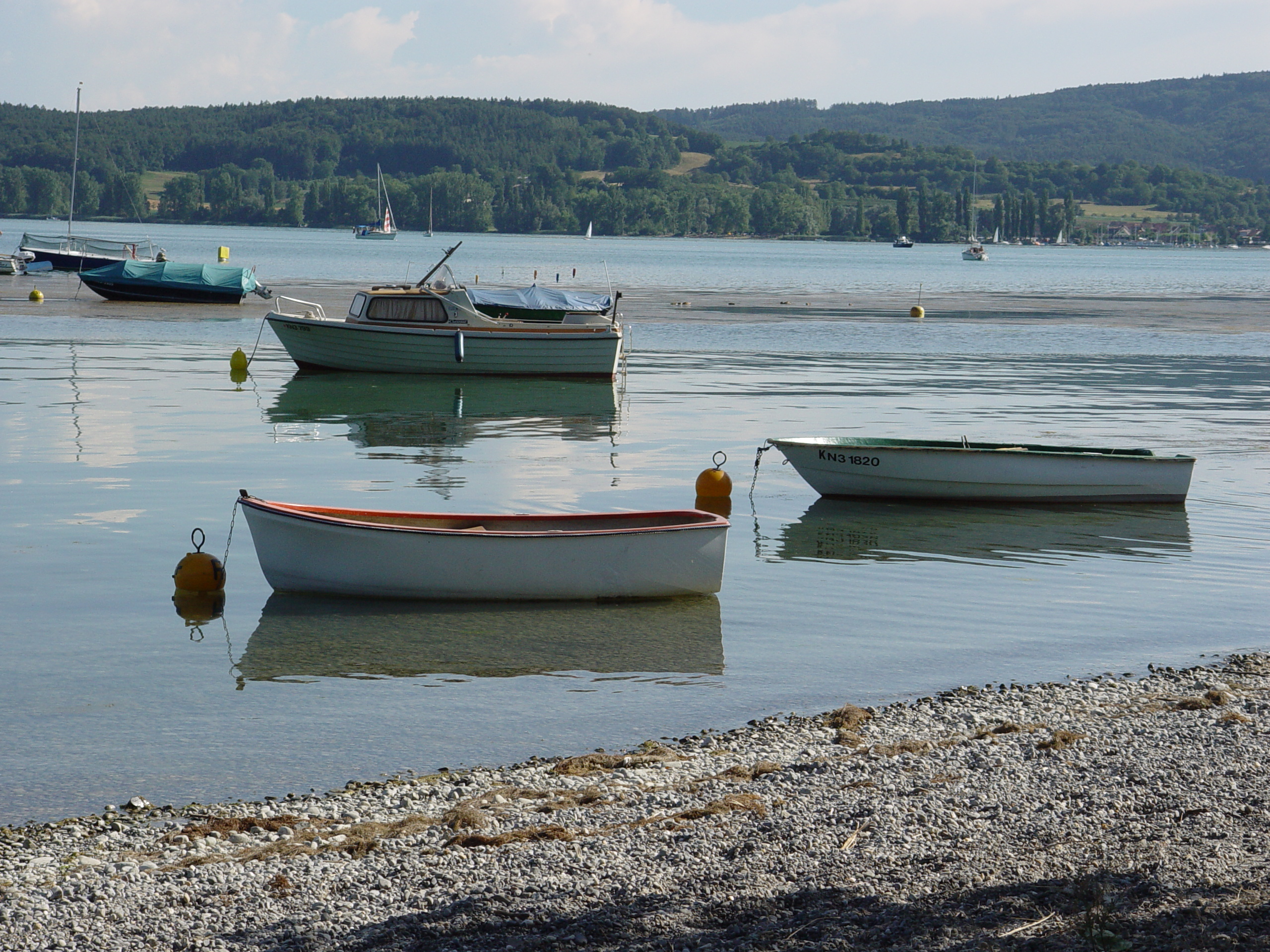
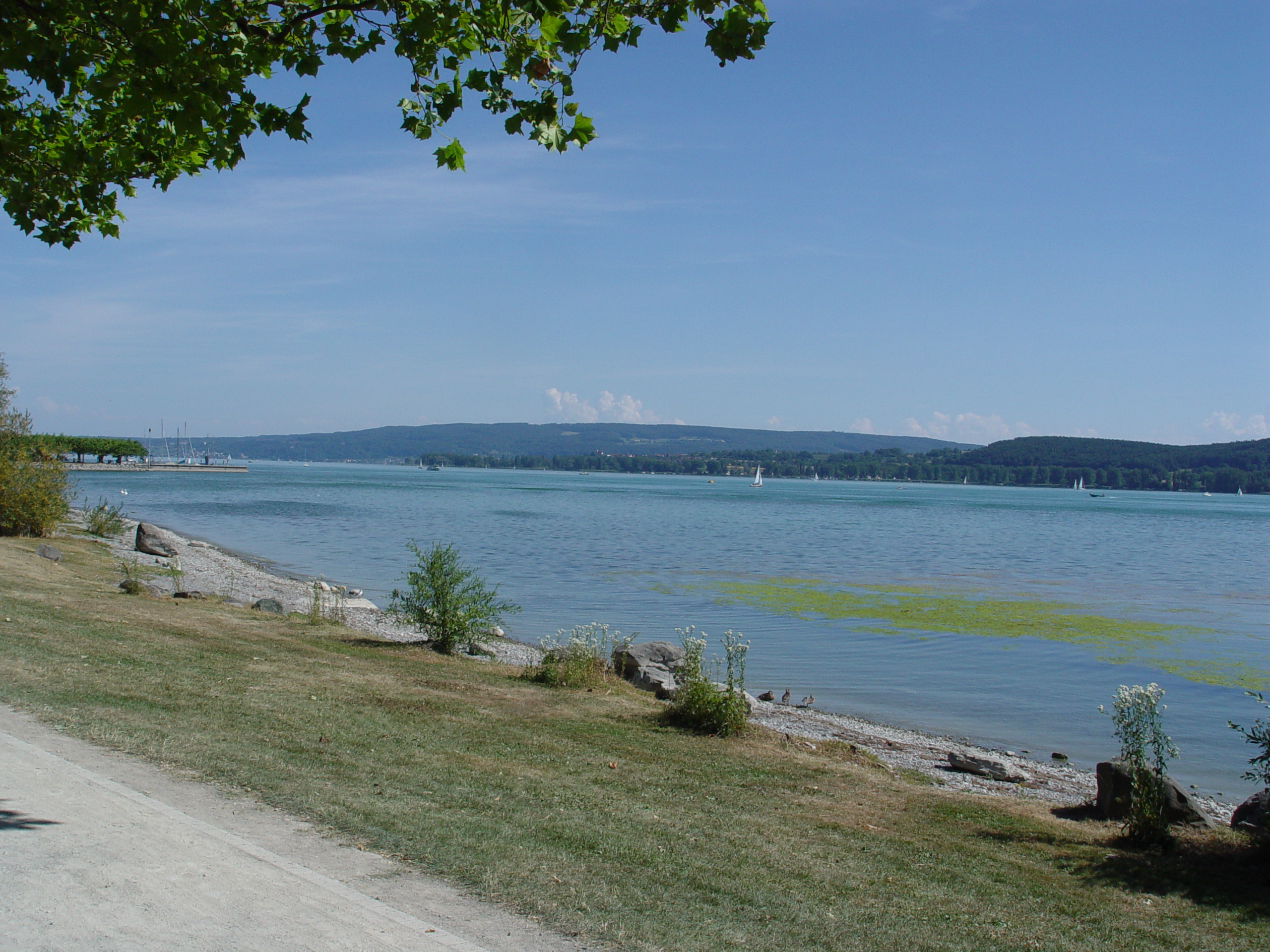
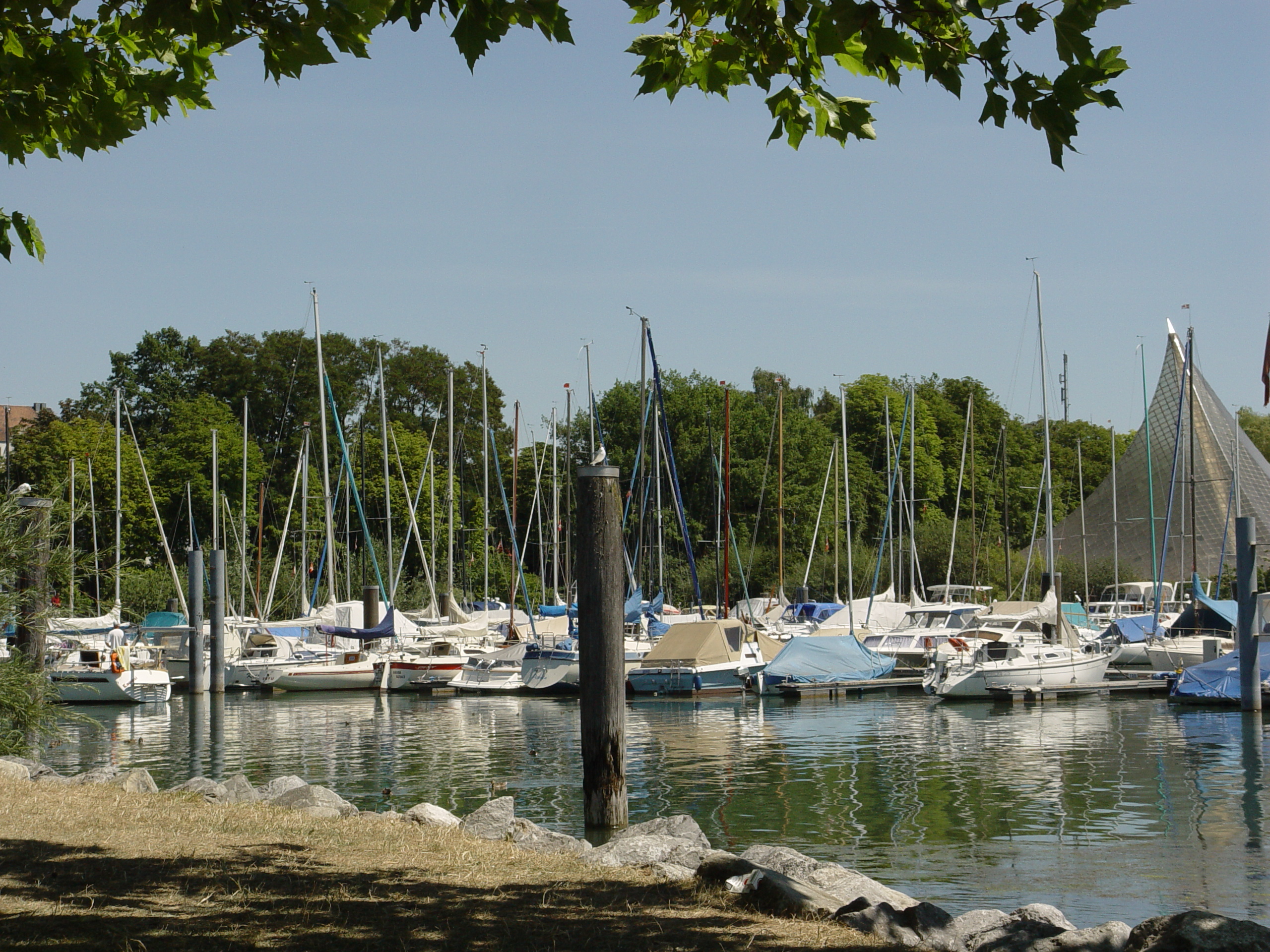
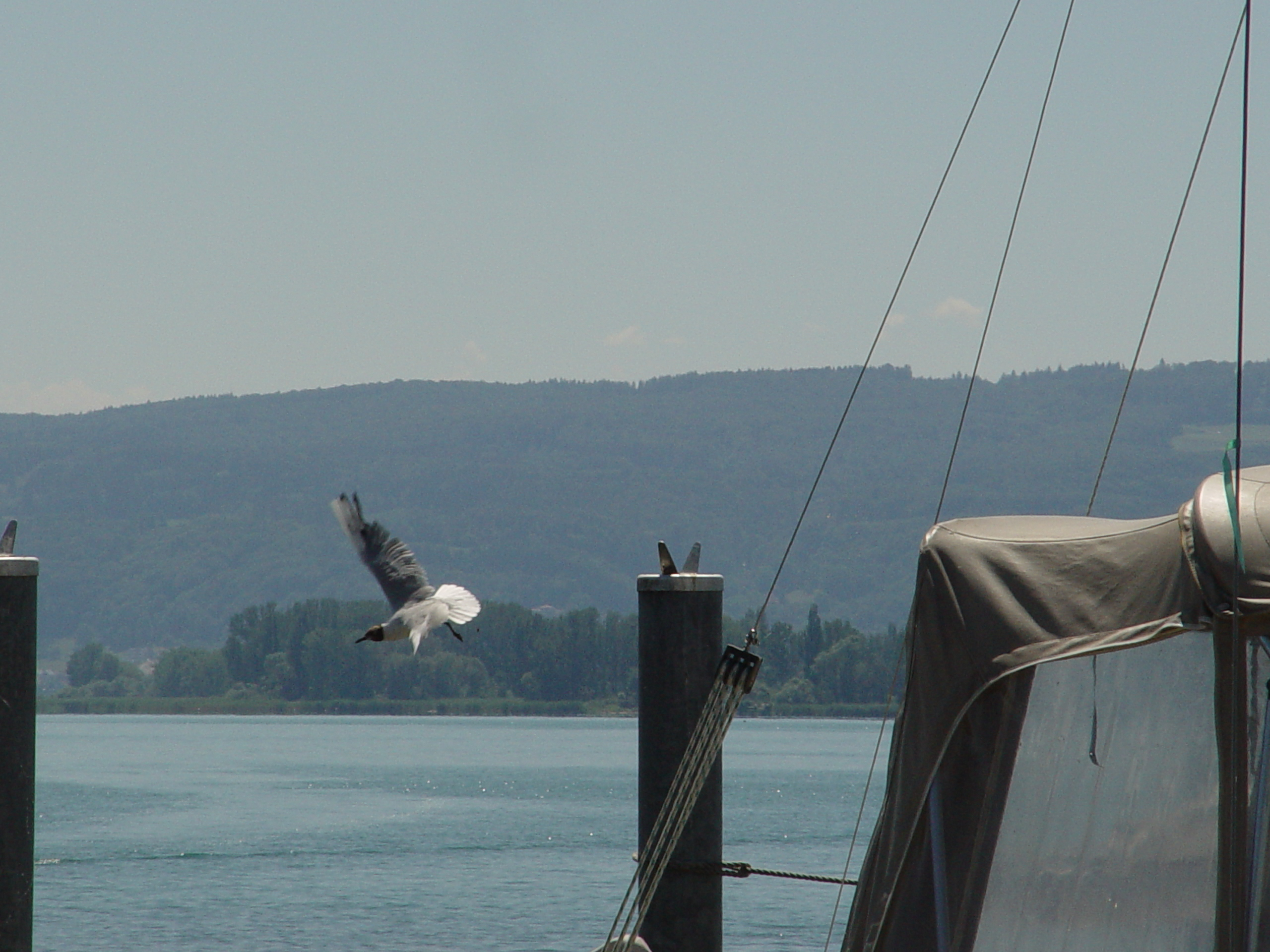
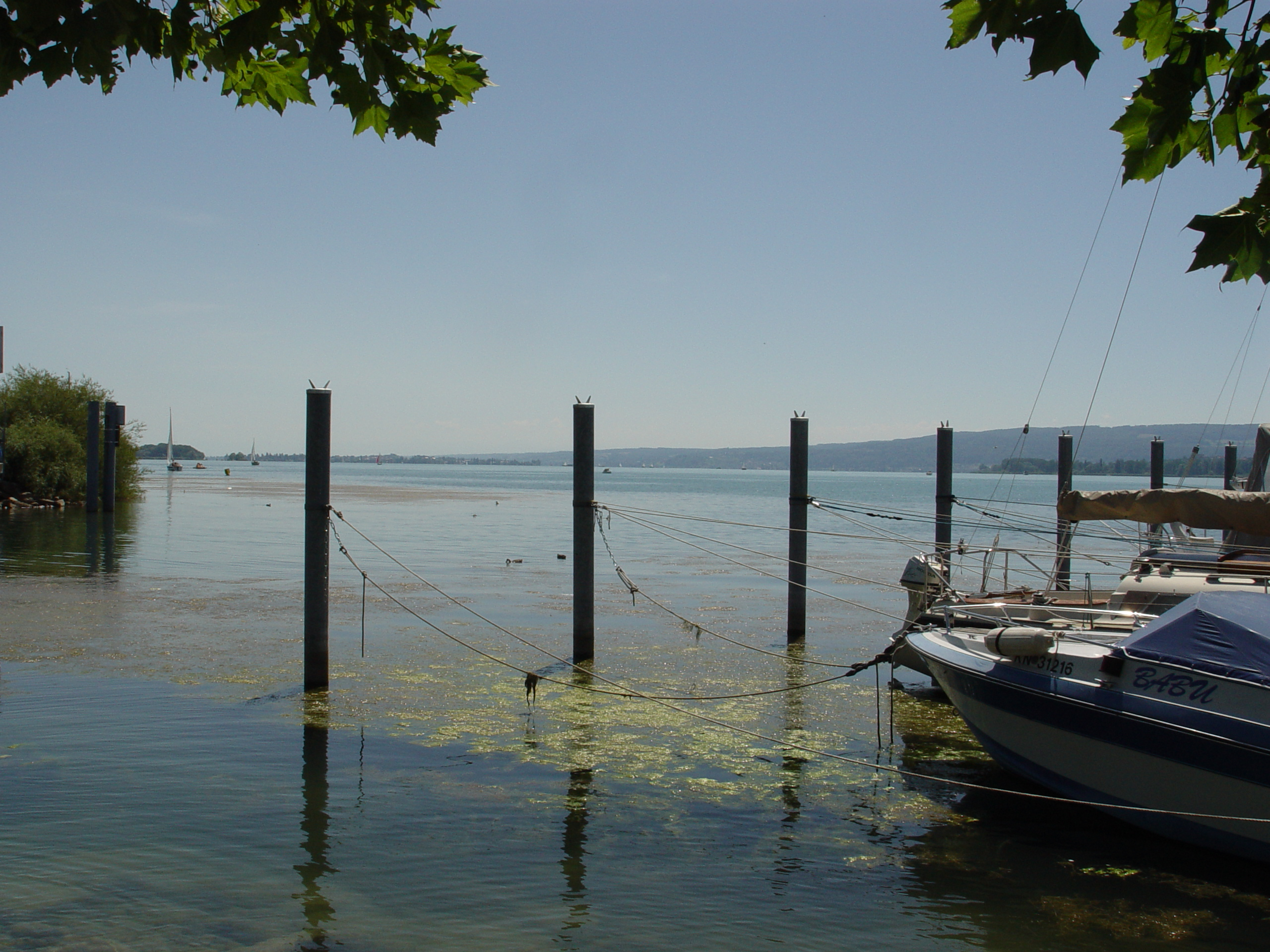
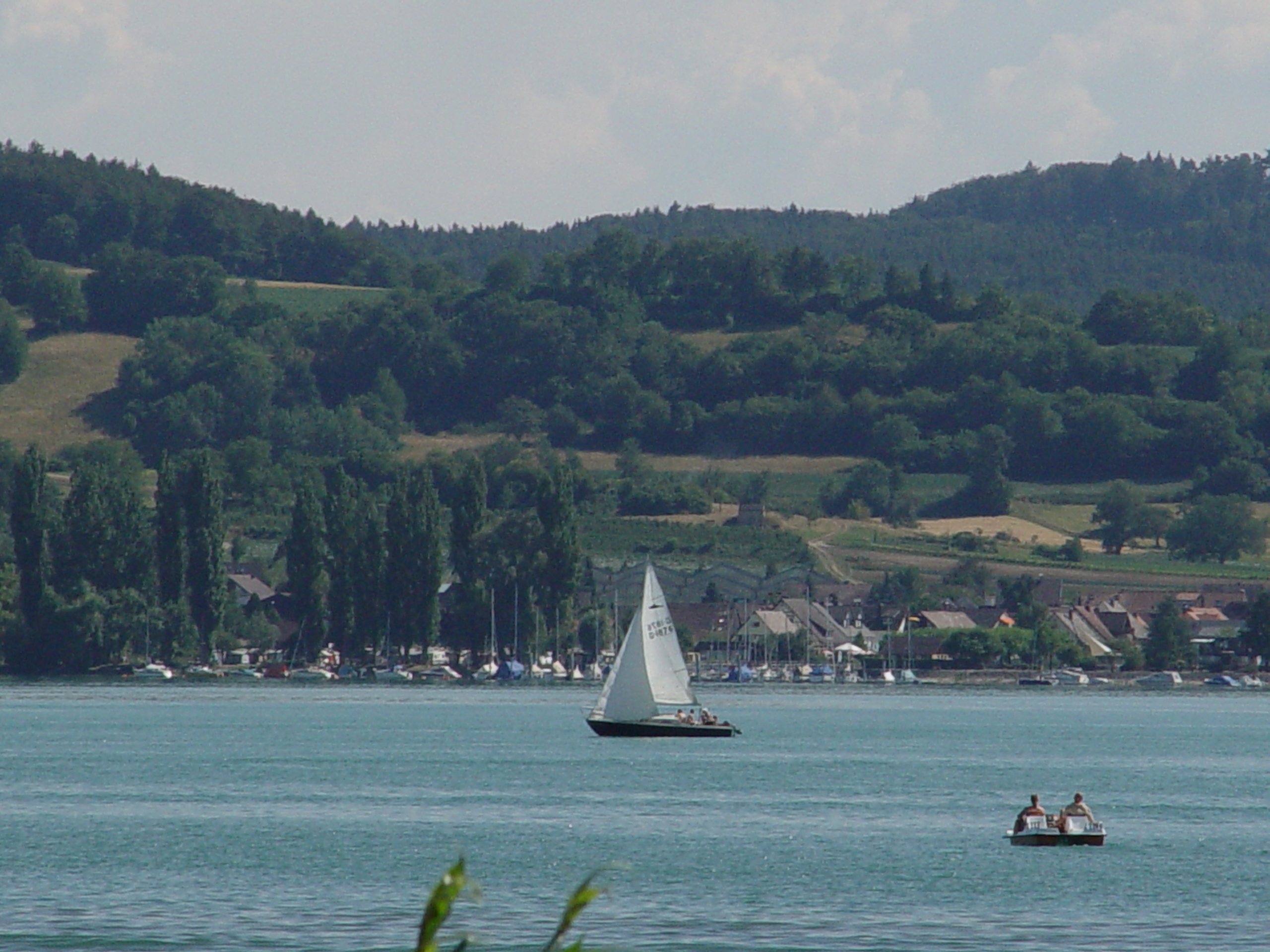